# Mount Raleigh
Mount Raleigh, 3132 m hoch mit einer Schartenhöhe von 1.372 m, ist einer der Hauptgipfel der Pacific Ranges in den Coast Mountains im Süden der kanadischen Provinz British Columbia. Er liegt im Strathcona Regional District, unmittelbar südöstlich des Zusammenflusses von Southgate River und Bishop River, nordöstlich der Mündung des Southgate River in das Bute Inlet, und ist der höchste Gipfel südlich der Wasserscheide zwischen Bishop River und Lillooet River am Ring Pass, welcher sich an der südöstlichen Grenze des Lillooet Icefield und unmittelbar nördlich der Pemberton Icecap befindet. Er ist auch der höchste Gipfel südlich des Passes zwischen den oberen Einzugsgebieten von Chilko Lake und Taseko Lakes; nördlich des Passes liegt mit dem Monmouth Mountain (3.182 m in 35,1 km Entfernung) der nächsthöhere Berg (siehe Ts’ilʔos Provincial Park).

## Namensherkunft
Der Berg ist nach Sir Walter Raleigh benannt und gehört zu den Gipfeln im Gebiet des Southgate River, die Namen im Zusammenhang mit dem Elisabethanischen Zeitalter tragen; der höchste von diesen ist mit 3.298 m der Mount Queen Bess, welcher nach Königin Elizabeth I. von England benannt ist. Unmittelbar südlich des Mount Raleigh liegt Mount Gilbert im selben Massiv, benannt nach Raleighs Halbbruder Sir Humphrey Gilbert. Ein wenig weiter südlich und etwas westlich findet sich der Tavistock Mountain, benannt nach Raleighs Geburtsort in Devon.
Viele dieser Namen wurden in den 1930er Jahren von R. P. Bishop, dem Namensgeber des Bishop River, vergeben. Zu seinen Benennungen oder zu denen der mit ihm verbundenen Personen gehört neben dem des Mount Raleigh auch der des Mount Sir Francis Drake. Andere Namen wiederum wie der von Mount Sussex, Oriana Peak und Madrigal Mountain erfolgten auf Vorschlag des Alpine Club of Canada in den 1980er Jahren.